# Keistiön fladat
Keistiön fladat este o arie protejată (arie specială de conservare — SAC, sit de importanță comunitară — SCI, arie de protecție specială avifaunistică — SPA) din Finlanda întinsă pe o suprafață de 156 ha, integral pe uscat.

## Localizare
Centrul sitului Keistiön fladat este situat la coordonatele 60°22′20″N 21°18′46″E / 60.3722°N 21.3128°E.

## Înființare
Situl Keistiön fladat a fost declarat sit de importanță comunitară în august 1998 pentru a proteja 2 specii de animale. Alte tipuri de protecție:
- arie de protecție specială avifaunistică (în august 1998)[2]
- arie specială de conservare (în aprilie 2015)[1][3][4]

## Biodiversitate
Situată în ecoregiunea boreală, aria protejată conține 10 habitate naturale: Lagune de coastă, Faleze cu vegetație de pe coastele atlantice și baltice, Pășuni de coastă din Baltica boreală, Cursuri de apă de la nivel de câmpie la nivel montan, cu vegetație Ranunculion fluitantis și Callitricho-Batrachion, Pajiști fino-scandinave uscate până la mezice, bogate în specii de altitudine mică, Pante stâncoase silicioase cu vegetație casmofită, Taiga vestică, Păduri fino-scandinave bogate în ierburi cu Picea abies, Păduri caducifoliate de mlaștină fino-scandinave, Păduri naturale în etape succesive primare ale suprafețelor emergente de coastă.
La baza desemnării sitului se află mai multe specii protejate de  păsări (2): buha (Bubo bubo), cufundar polar (Gavia arctica).